# Jan Alfons Surzycki
Jan Alfons Surzycki (ur. 8 marca 1850 w Maciejowicach, zm. 15 stycznia 1915 w Wiedniu) – przemysłowiec, działacz społeczny i gospodarczy.

## Życiorys
Posługiwał się głównie drugim imieniem - Alfons. 
Surzycki z wykształcenia był prawnikiem i ekonomistą, studiował w Warszawie, Antwerpii i Wiedniu. Zajmował stanowiska kierownicze w Zakładach Putiłowskich. W latach 1890–1894 zarządzał sosnowieckimi kopalniami i zakładami hutniczymi. W latach 1894–1906 był dyrektorem łódzkich zakładów bawełnianych. W latach 1906–1914 był dyrektorem Towarzystwa Górniczo-Przemysłowego „Saturn”. 
Surzycki angażował się w pracę charytatywną, poprzez przekazywanie znacznych sum pieniędzy na cele charytatywne m.in. ufundował w Łodzi polskojęzyczną szkołę. U schyłku życia miał pewien wkład w prace nad powstaniem krakowskiej AGH. 

## Życie prywatne
Przyjaźnił się z młodym Adamem Wrzoskiem. 
W roku 1878 ożenił się z Jadwigą, córką Tytusa Chałubińskiego. Za namową teścia uprawiał dorywczo taternictwo, uczestniczył między innymi w pierwszym turystycznym przejściu Koziej Przełęczy. Miał czworo dzieci: Marię Ludwikę, Annę, Jadwigę (zmarłą we wczesnym dzieciństwie) i Tomasza.